# Sergueï de Glasenapp
Pour les articles homonymes, voir Glasenapp.
Sergueï Pavlovitch de Glasenapp (en russe : Сергей Павлович Глазенап, 13 septembre 1848 - 12 avril 1937) est un astronome soviétique, membre honoraire de l'Académie soviétique des sciences (1929) et héros du travail socialiste (1932). Dans certaines publications, en particulier au XIXe siècle, son nom de famille a été transcrit sous les orthographes Sergey Glazenap (en anglais) ou von Glasenapp (en allemand).
Il a publié l'étude Orbites des étoiles doubles du catalogue de Poulkova,  une étude des étoiles doubles, pour laquelle il a reçu le prix Valz en 1890.
Le cratère Glasenapp sur la Lune et la planète mineure (857) Glasenappia ont été nommés d'après lui.